# アドルフ・ヒュッター
アドルフ・"アディ"・ヒュッター（ドイツ語: Adolf "Adi" Hütter, 1970年2月11日 - ）は、オーストリア・ホーエネムス出身の元サッカー選手、現サッカー指導者。元オーストリア代表。現役時代のポジションはMF。

## 監督歴

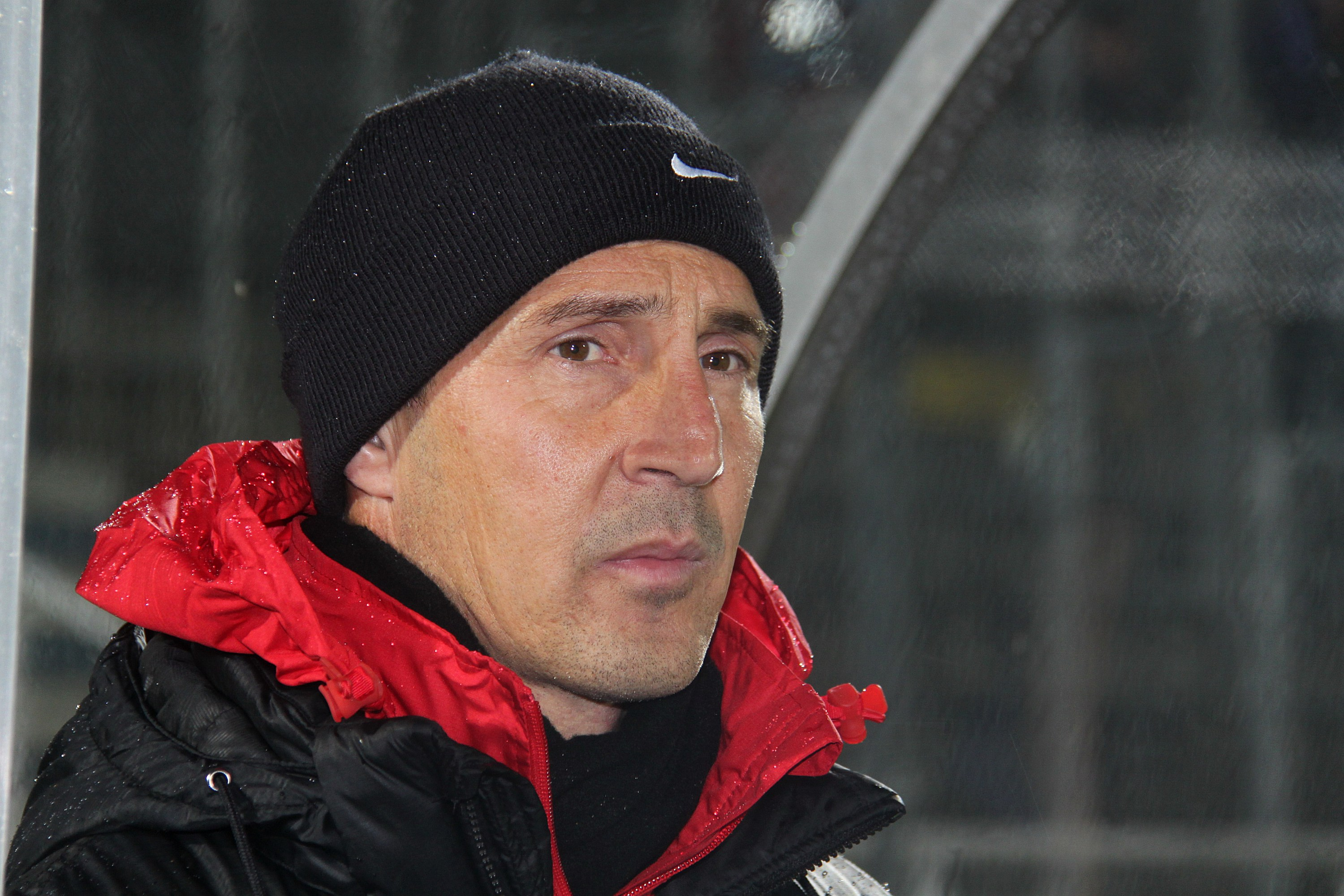
SVグレーディヒ監督時代（2013年）

レッドブル・ザルツブルク・ユーニオールスで選手を引退した後、そのままアシスタントコーチを経て監督となった。その後、選手としても所属したSCラインドルフ・アルタッハを経てSVグレーディヒの監督を務めた。SVグレーティヒでは退任が発表された2014年5月12日の直前、FCヴァッカー・インスブルックとの最終戦を3-3の引き分けで終え、UEFAヨーロッパリーグ 2014-15も3次予選で敗北、後味の悪い終り方となった。

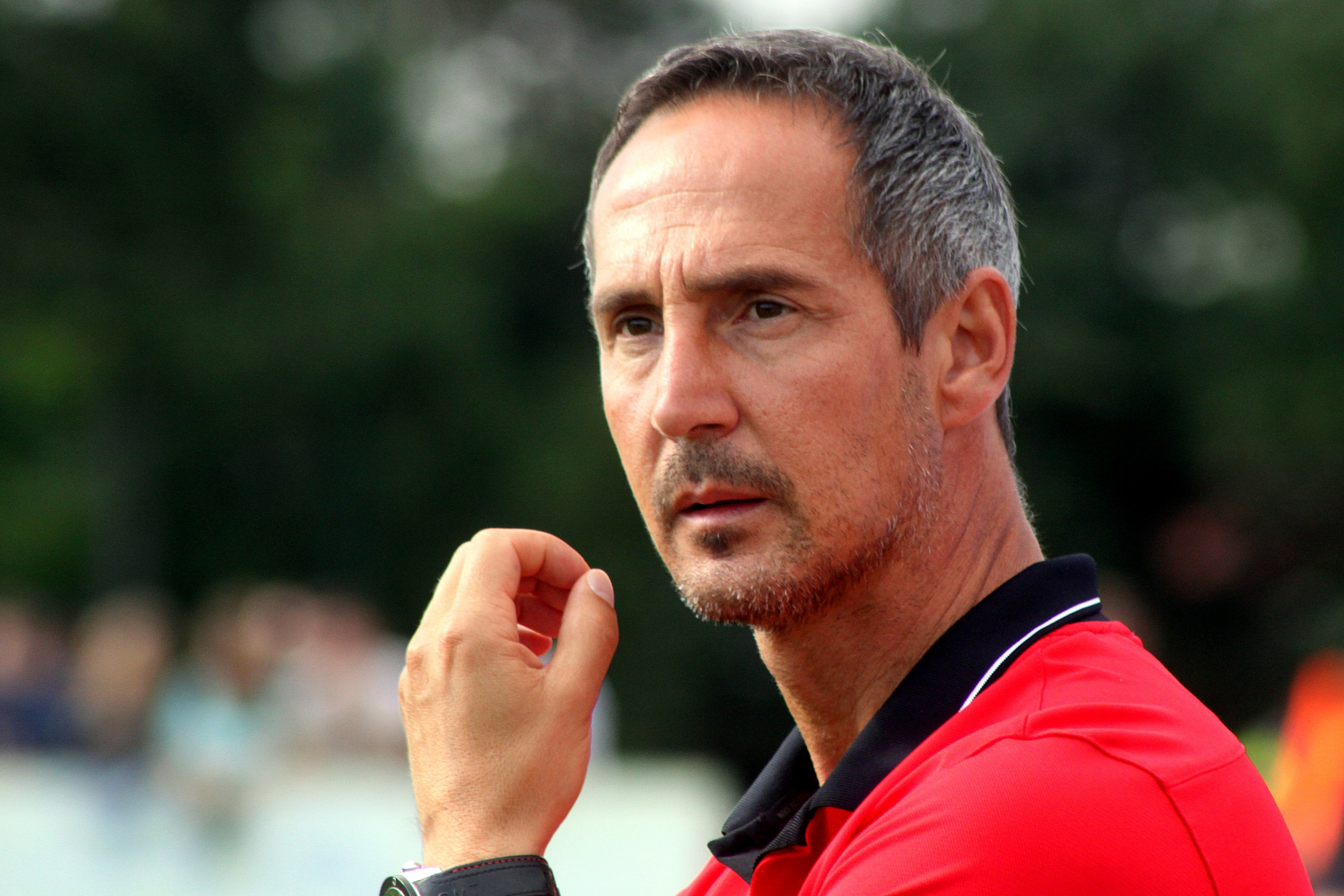
レッドブル・ザルツブルク監督時代（2014年）

2014-15シーズンにはレッドブル・ザルツブルクの監督に就任、2014年6月16日に初試合となり、この1.SCゾレナウ戦は10-1の勝利を収めた。彼は2015年6月15日を以て退任したが、このシーズンのレッドブル・ザルツブルクはリーグ、カップ共に制した。最後に指揮した試合は2015年6月3日に行われたオーストリア・カップ決勝戦で2-0の勝利で終わった。レッドブル・ザルツブルクでは南野拓実らを指導した。

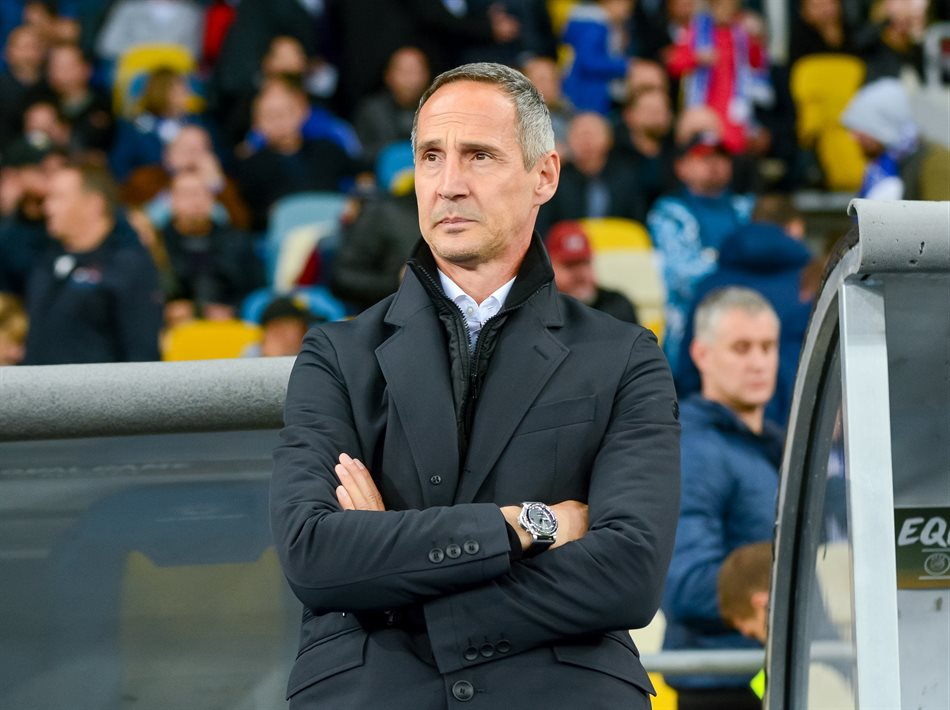
BSCヤングボーイズ監督時代（2017年）

2015年9月にはスイス・スーパーリーグのBSCヤングボーイズの監督に就任し、久保裕也らを指導している。2017-18シーズンはヤングボーイズを32年ぶりのリーグ優勝に導いた。

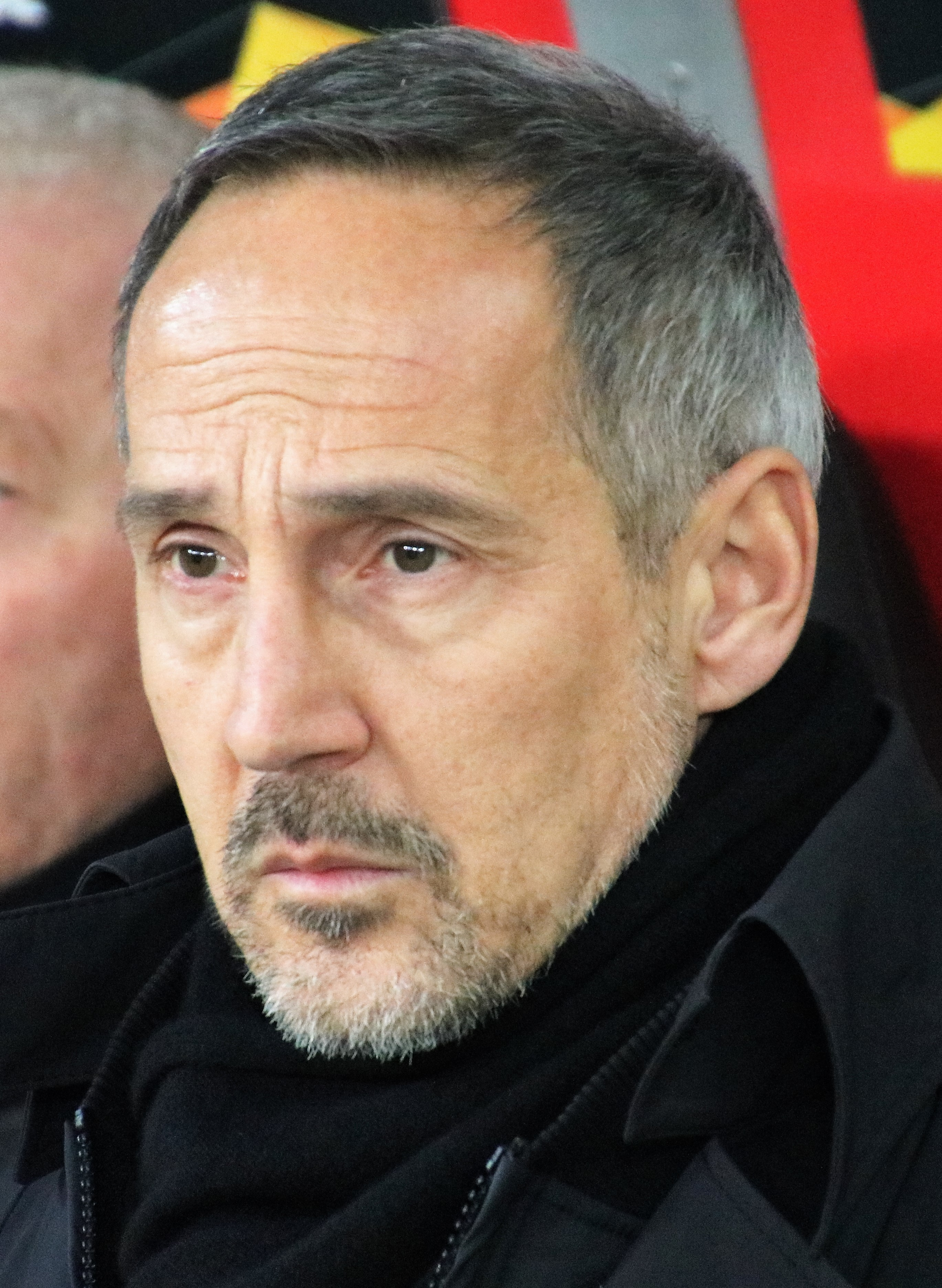
アイントラハト・フランクフルト監督時代（2020年）

2018年5月に2018-19シーズンよりアイントラハト・フランクフルトの監督に就任することが発表。就任後はチームをトップ10内に定着させるなど、評価を高めた。
2021年4月12日、2021-22シーズンよりボルシア・メンヒェングラートバッハの監督に就任。しかし期待されたほど成績が振るわず、1シーズンで解任となった。
2023年7月、2023-24シーズンよりリーグ・アンのASモナコ監督に就任。

## 監督成績
2022年5月8日現在
| クラブ                         | 国               | 就任日        | 退任日        | 結果 | 結果 | 結果 | 結果 | 結果   | 結果                 |
| クラブ                         | 国               | 就任日        | 退任日        | 試   | 勝   | 分   | 敗   | 勝率   | 出典                 |
| ------------------------------ | ---------------- | ------------- | ------------- | ---- | ---- | ---- | ---- | ------ | -------------------- |
| レッドブル・ザルツブルクII     | オーストリアの旗 | 2008年5月30日 | 2009年6月30日 | 35   | 13   | 7    | 15   | 037.14 | [ 12 ]               |
| ラインドルフ・アルタッハ       | オーストリアの旗 | 2009年7月1日  | 2012年4月5日  | 102  | 58   | 21   | 23   | 056.86 | [ 14 ] [ 15 ] [ 16 ] |
| グレーディヒ                   | オーストリアの旗 | 2012年7月1日  | 2014年5月30日 | 75   | 39   | 16   | 20   | 052.00 | [ 18 ] [ 19 ]        |
| レッドブル・ザルツブルク       | オーストリアの旗 | 2014年6月16日 | 2015年6月15日 | 54   | 35   | 8    | 11   | 064.81 | [ 4 ]                |
| ヤングボーイズ                 | スイスの旗       | 2015年9月3日  | 2018年6月30日 | 133  | 78   | 27   | 28   | 058.65 |                      |
| アイントラハト・フランクフルト | ドイツの旗       | 2018年7月1日  | 2021年6月30日 | 141  | 67   | 32   | 42   | 047.52 |                      |
| ボルシアMG                     | ドイツの旗       | 2021年7月1日  | 2022年5月14日 | 37   | 14   | 9    | 14   | 037.84 |                      |
| 合計                           | 合計             | 合計          | 合計          | 541  | 290  | 113  | 138  | 053.60 |                      |

## タイトル

### 選手時代
SVアウストリア・ザルツブルク
- オーストリア・ブンデスリーガ：3回（1993-94、1994-95、1996-97）
- オーストリア・スーパーカップ：3回（1994、199、1997）

グラーツァーAK
- オーストリア・カップ：1回（2001-02）

### 指導者時代
SVグレーディッヒ
- エアステリーガ：1回（2012-13）

FCレッドブル・ザルツブルク
- オーストリア・ブンデスリーガ：1回（2014-15）
- オーストリア・カップ：1回（2014-15）

BSCヤングボーイズ
- スイス・スーパーリーグ：1回（2017-18）